# Храм Троицы Живоначальной (Вощажниково)
Храм Тро́ицы Живонача́льной — приходской православный храм в селе Вощажниково Борисоглебского района Ярославской области. Относится к Борисоглебскому благочинию Переславской епархии Русской православной церкви.
Здание храма было возведено в 1782—1796 годах на средства графов Шереметевых.
Главный престол освящён в честь Живоначальной Троицы; приделы — во имя великомученицы Параскевы Пятницы, во имя святителя Николая Чудотворца и в честь Собора новомучеников и исповедников Церкви Русской.

## История храма
Двухэтажный храм Троицы Живоначальной расположен в центре села и образует храмовый комплекс вместе с храмом Рождества Пресвятой Богородицы — более ранней постройки (во времена Михаила Фёдоровича Романова на этом месте находилась деревянная церковь, в 1700-гг. она была разобрана и там же была построена каменная церковь). Предположительно, что во время постройки первого каменного храма Пресвятой Богородицы была построена и Троицкая церковь.
При Николае Петровиче Шереметеве произошёл расцвет усадьбы Шереметевых в Вощажниковской волости, при нём велось активное храмовое строительство. Тогда был перестроен храм Рождества Пресвятой Богородицы, а в 1796 г. рядом была построена церковь Живоначальной Троицы. Её решил возвести ещё его отец — Пётр Борисович — скорее всего, на месте Троицкой церкви 1700-гг. постройки. В 1782 г. Пётр Борисович принял решение о строительстве новой церкви, он писал: «приходские люди имели желание чтоб имеющуюся в том селе церковь перестроить и сделать в два этажа … а ныне же они желают построить вновь особо церковь каменную <…> вновь каменную церковь строить просителям дозволить и под фундамент велеть начать копать рвы, а каким манером оная строится будет план и фасад на рассмотрение прислать в домовую канцелярию немедленно. Для строения ж той церкви на подмостки и на жерди дозволить вырубить из лесных его сиятельства рощей до ста деревьев …» Начались строительные работы, но здание упало, строительство возобновили в 1786 г. В создании храма принимал участие знаменитый архитектор К. И. Бланк, а также крепостной графа Шереметева А. Ф. Миронов. Храм являлся центральным в шереметевской вотчине, поэтому его интерьеры были очень роскошными.
Благодаря объединяющему храмы (Троицы Живоначальной и Рождества Пресвятой Богородицы) пятиглавому завершению и стройной высокой колокольне со шпилем (вертикальной композиционной оси ансамбля) оба вощажниковских храма смотрятся сложносоставным ансамблем, а не «двумя церквями, стоящими рядом». В конце XVIII века всю храмовую территорию с трёх сторон обнесли оградой с коваными воротами и двумя угловыми часовнями. С четвёртой стороны устраивались торговые ряды. Этот комплекс — ценнейший объект историко-культурного наследия.
Вскоре после революции храмы в селе попали под давление со стороны советской власти. В начале 1920-х годов прошло изъятие всех церковных ценностей. Серебряная и золотая утварь в огромном количестве была вывезена из церквей, но службы в них пока продолжались. В 1929 году храм Троицы закрыли, в здании расположили склад зерна и холодильные установки для хранения мяса местного совхоза. Иконами забивали окна. Последний его священник Фёдор Поройков был арестован и сослан в лагеря (сейчас в храме есть икона священномученика Фёдора, посвящённая Фёдору Поройкову). Только в 2000 году в храме были возобновлены богослужения, там начались реставрационные работы. В 2006 году, через 210 лет со дня освящения, храм Живоначальной Троицы приобрёл свой первоначальный внешний вид.
Летом 2018—2019 годов преподавателями и студентами Санкт-Петербургской государственной художественно-промышленной Академии им. А. Л. Штиглица были проведены реставрационные работы росписей церкви. В летнем храме и на лестнице второго этажа велись работы по укреплению штукатурного основания фресок и красочного слоя. Были выполнены расчистки от поверхностных загрязнений композиций «Лествица Иакова» и «Видение Ходящего посреди семи светильников», восполнены утраты красочного слоя. В зимнем храме работа велась на северо-западной стене придела Святителя Николая Чудотворца над композицией «Нагорная проповедь». Летом 2019 г. этому процессу подверглись росписи «Видение Авраама», «Лот и ангелы», «Рождество пресвятой Богородицы».

## Внешний облик храма

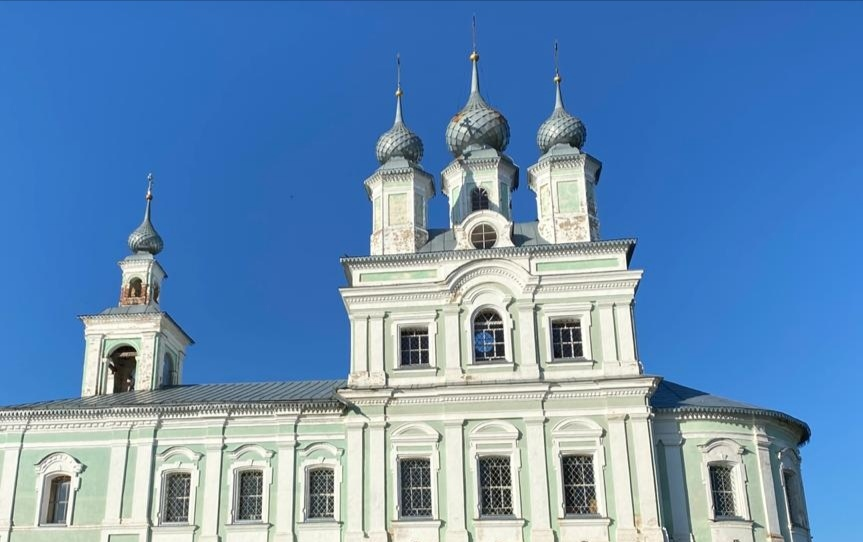
Фотография храма с юга

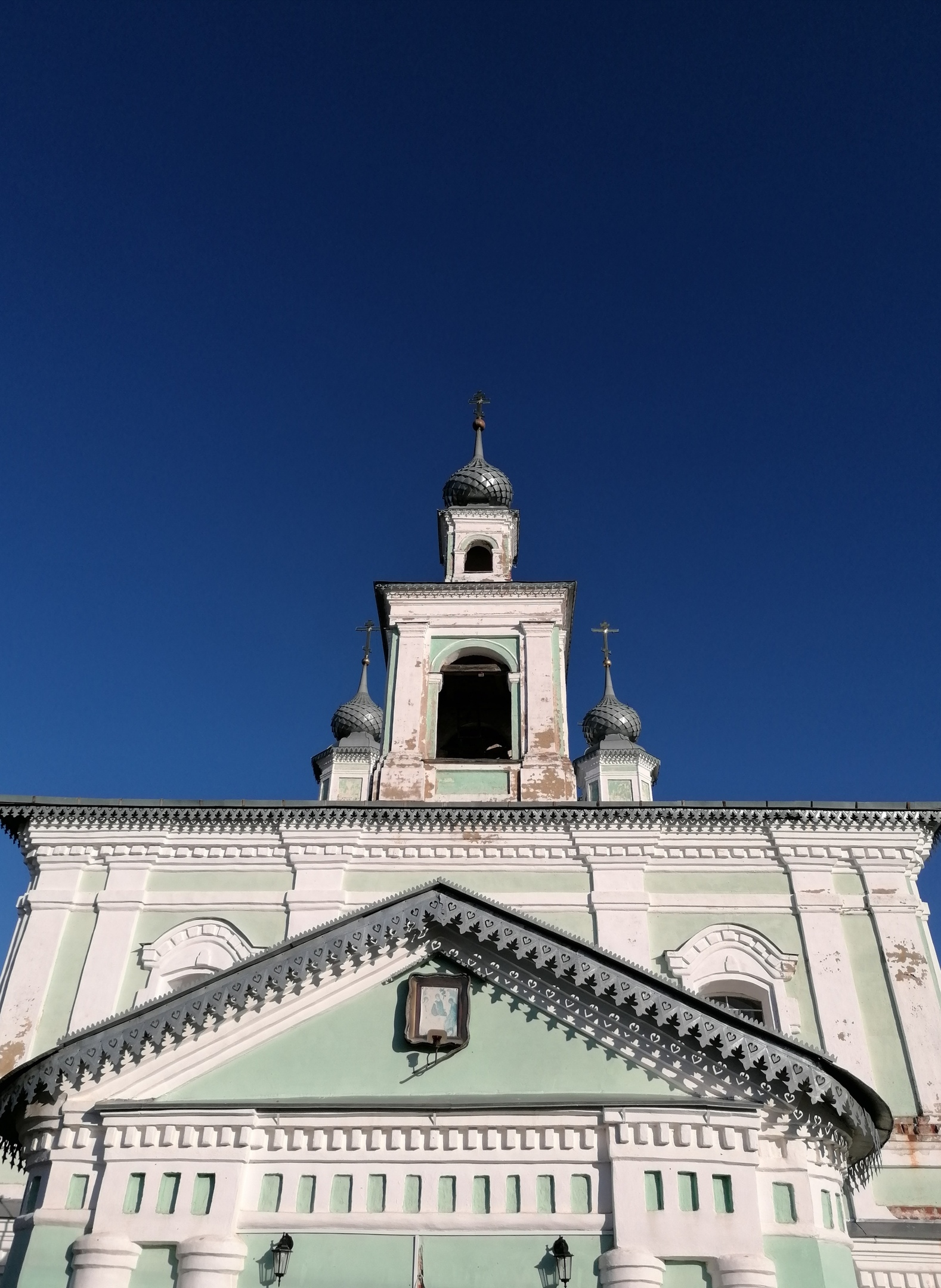
Фотография храма с запада

Это двухэтажная бесстолпная церковь с осевой трёхчастной схемой и пятиглавым четвериком, перекрытым сомкнутым сводом. Это соединение национальной русской архитектуры — композиция «храм кораблём» — с декоративными элементами и приёмами западного барокко, укоренившегося при Петре I и расцветшего при Елизавете Петровне. По мнению Александра Мельника, характерной чертой Ярославской области и её округи является смешение в архитектуре церквей древнерусских форм, взятых из арсенала допетровского зодчества (архаизирующее течение в архитектуре этого региона), черт барокко (это общероссийская стилистическая тенденция) и классицизма. Это прослеживается в чертах храма Живоначальной Троицы. Р. Ф. Алитова выделяет группу практически одинаковых церквей — в Вощажникове, Покровском (церковь Покрова Пресвятой Богородицы, 1779 год, построена на средства прихожан) и Фроловском (церковь Воскресения Христова, 1787 год, построена на средства прихожан), находящихся в непосредственной близости друг к другу.
Объёмно-пространственная композиция этого двухэтажного каменного «храма кораблём» состоит из двухэтажной апсиды, трапезной, паперти и двухъярусной колокольни над северо-западным притвором с возвышающимся в центре трёхэтажным зданием самой церкви. Храм развит по оси «восток-запад».
Пять барабанов церкви восьмигранные, в виде параллелепипедов со срезанными углами, присутствует четыре глухих и один световой. Главки храма характерны для барокко — с перехватами, луковичной формы, цоколь главки повторяет изгиб криволинейной кровли. Её сложная криволинейная кровля — веяние западных архитектурных традиций. Фасады Троицкой церкви разделены лопатками и широкими профилированными карнизами, окна убраны в наличники. Трапезная с притвором достаточно типична для барочных храмов, а вот маленькая колокольня, установленная поверх притвора — оригинальное решение. Апсида храма, идущая полукругом, двухэтажная, с декоративными элементами, повторяющими украшения трапезной. Столь же характерны для барокко геометрические наличники с ушами и замковыми камнями, бровками и сандриками карнизы сложного профиля и пилястры. Наверху, акцентируя завершение стен, фасады украшают небольшие арки с круглыми окнами наверху — люкарнами. Люкарны как бы перекрывают сомкнутый свод храма. Углы здания отмечены сдвоенными пилястрами.

## Внутренний облик храма
Вход для зимнего и летнего храмов единый, он размещается в маленькой западной пристройке. В основной, летний храм, располагающийся на втором этаже, от самого входа ведут пролёты большой деревянной лестницы, расположенные с обеих сторон от входных дверей. Они находятся в притворе, в пространстве под колоколенкой. Главное пространство летнего храма пронизано естественным светом — этому способствуют ряды больших окон на северном и южном фасадах, люкарны и центральный световой барабан. Трапезная на первом этаже — просторное пространство с одним рядом окон и забелёнными стенами. На нижнем этаже находится зимняя церковь с главным престолом в честь Великомученицы Праскевы Пятницы и приделами святителя Николая Чудотворца и Новомучеников и исповедников земли Российской. Там низкие тяжёлые сомкнутые своды, на которых частично сохранились фрагменты былых росписей храма (некоторые из них были недавно отреставрированы питерскими художниками), о толщине стен зимнего храма можно составить представление по широким подоконникам и глубоким оконным проёмам.
На верхнем этаже располагается летний храм Живоначальной Троицы. Стены, простенки, оконные проёмы, своды и потолок храма покрыты высокохудожественной росписью, созданной крепостными художниками Н. П. Шереметева. Исследователи полагают, что в росписи храма принимал участие крепостной живописец Иван Аргунов, приезжавший в Вощажниково в эти годы. Всё пространство стен храма разбито на клейма небольшого размера. Фрески летнего храма очень интересны, они содержат редкие иконографические сюжеты, например, изгнание еретиков. Росписи полны животных и природных мотивов, на стенах храма встречаются живописные изображения рыб и птиц. На втором этаже можно найти изображения библейских сюжетов из жизни Иисуса Христа и пророков, а также фрагменты из притч. Над каждым окном пространства храма располагается фреска иконы Пресвятой Богородицы. Фрески верхней церкви очень разнообразны, они полны жизнерадостности и яркости, в них видится скрупулёзное отношение к деталям и наблюдается мощное спиралевидное движение ввысь, которое проходит сквозь все сюжеты.
В летнем храме был один из самых богатых иконостасов в Ярославской губернии. Он датировался XVIII в. и был выполнен в стиле барокко, представляя собой четырёхъярусную конструкцию с золочёнными резными колоннами, увитыми виноградными лозами и украшенными фигурами ангелов. До наших дней он не дошёл.

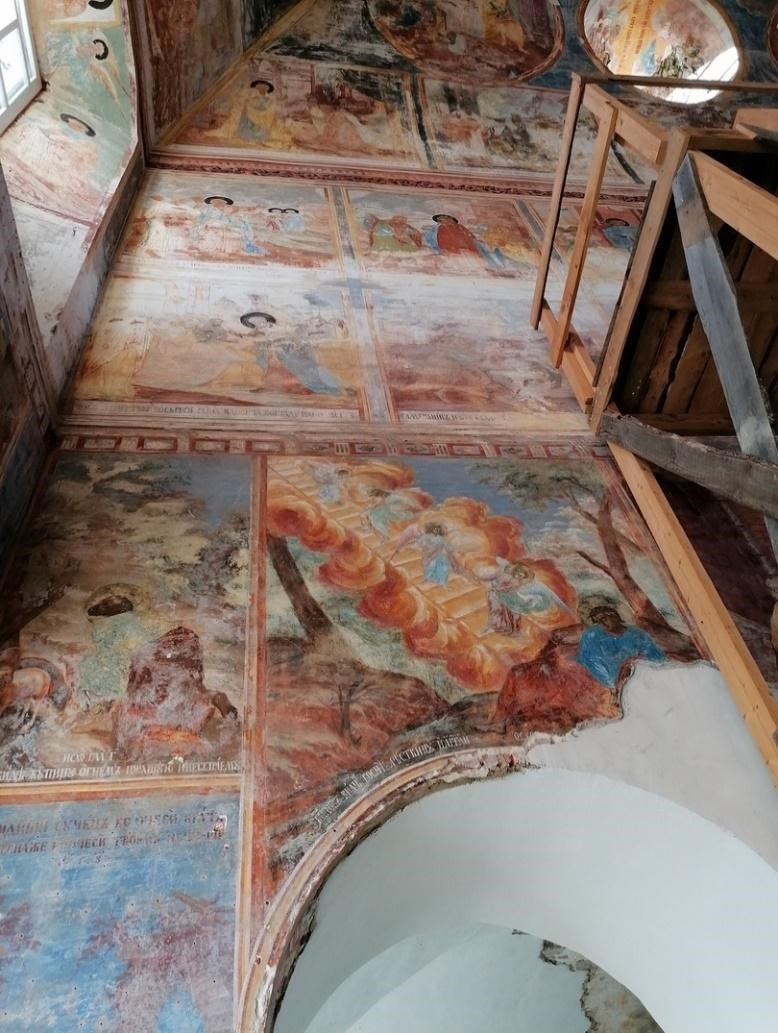
«Лествица Иакова», отреставрированная в летнем храме
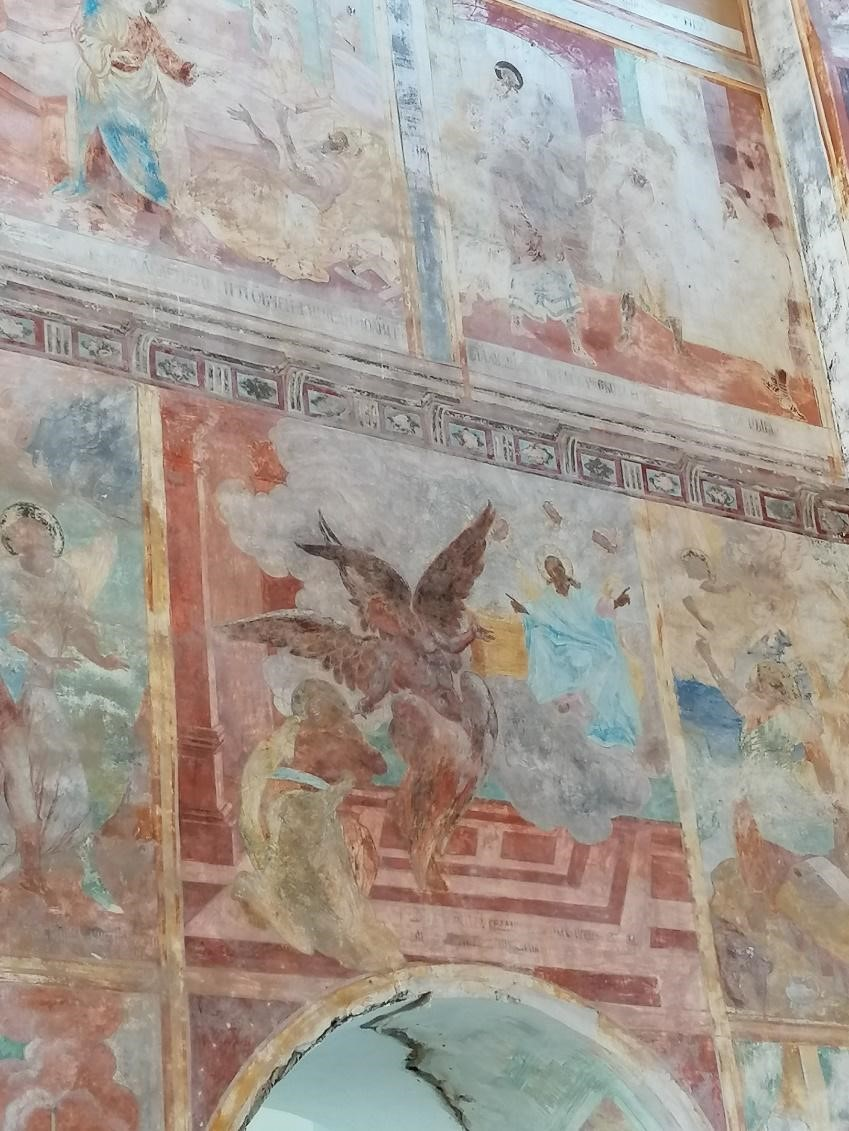
«Видение Авраама», отреставрированное в летнем храме
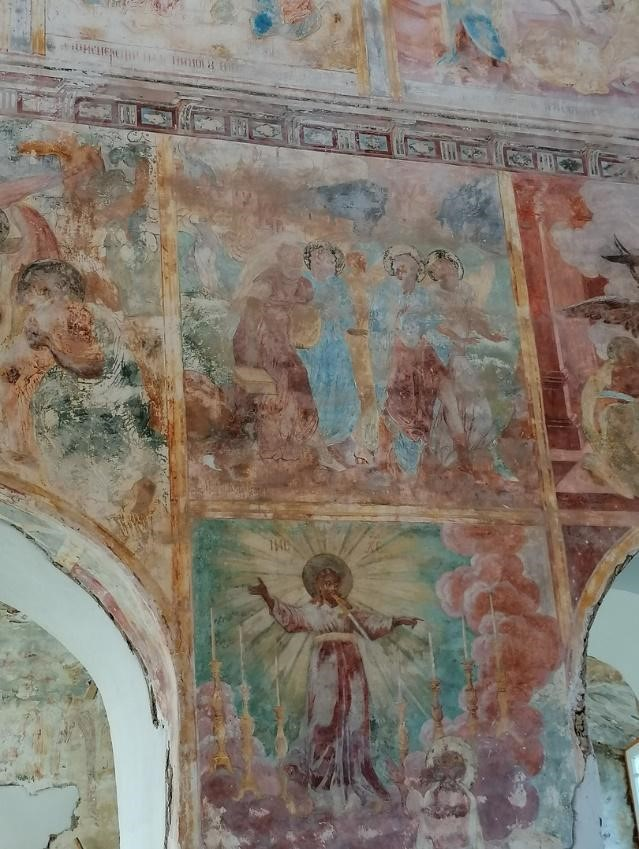
«Видение Ходящего посреди семи светильников», отреставрированное в летнем храме
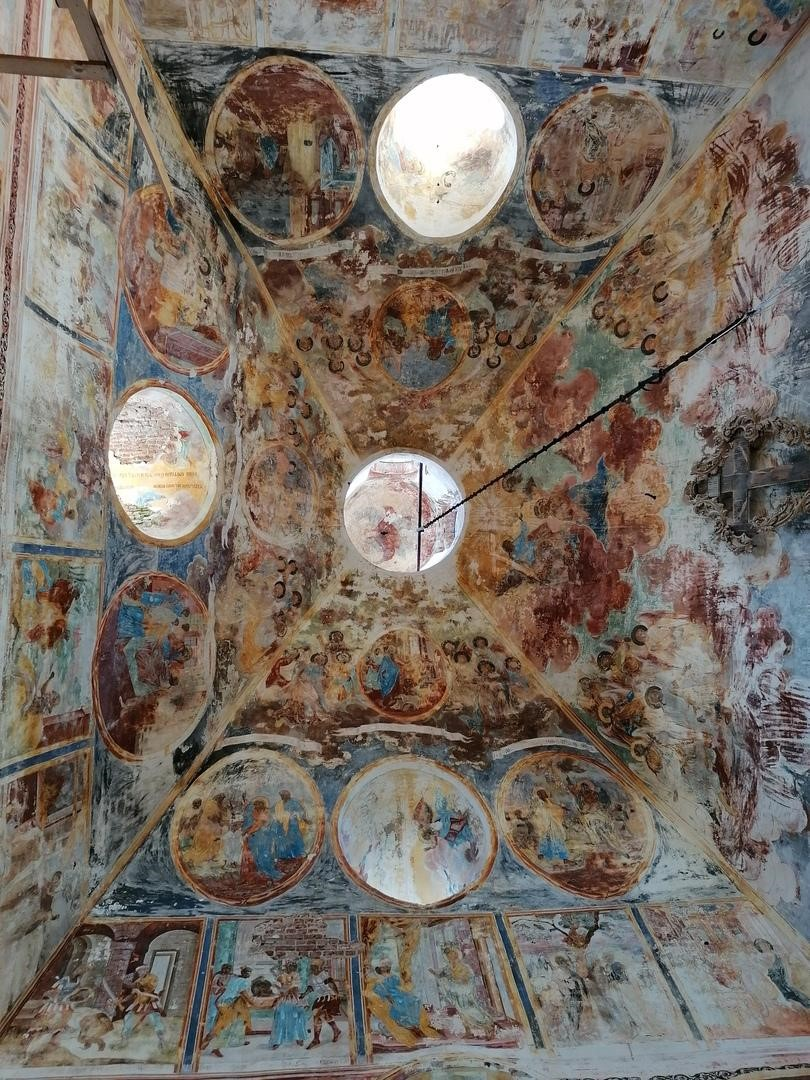
Фрески четверика

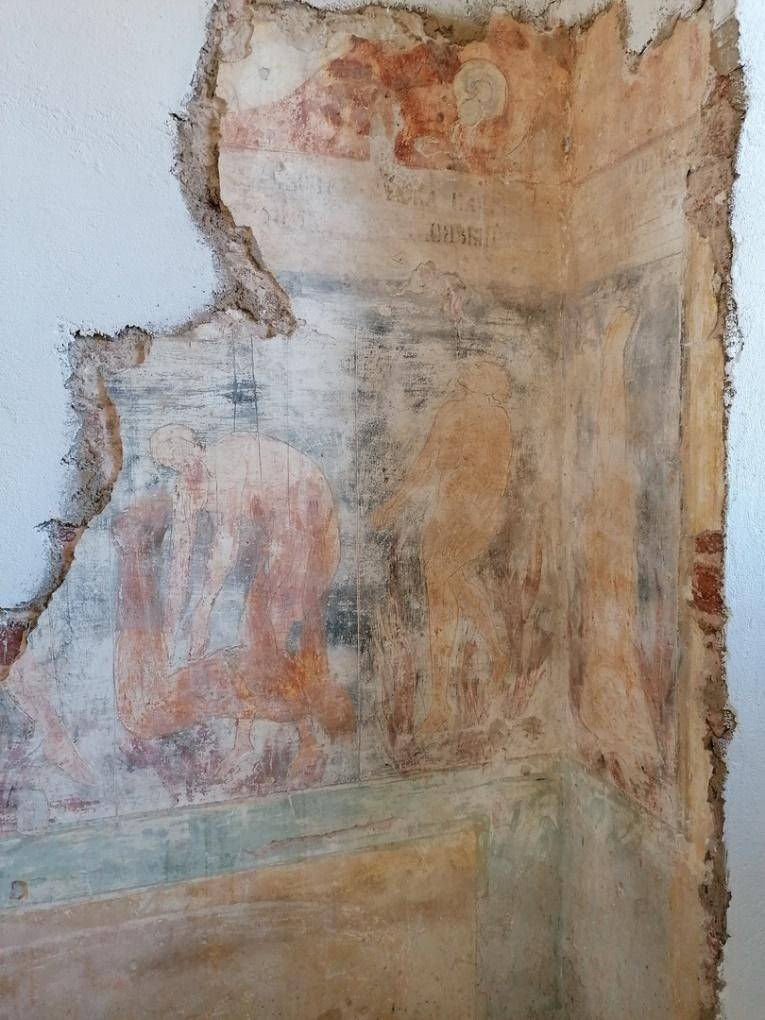
Западная стена храма. Фрагменты изображения Страшного суда
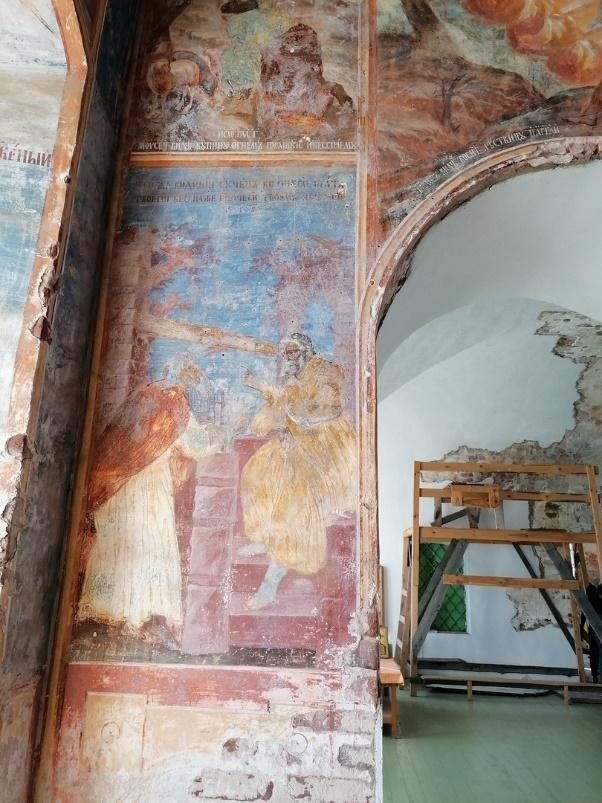
Иллюстрация к Евангелию от Матфея: «Что ты смотришь на сучок в глазе брата твоего, а бревна в твоём глазе не чувствуешь…»
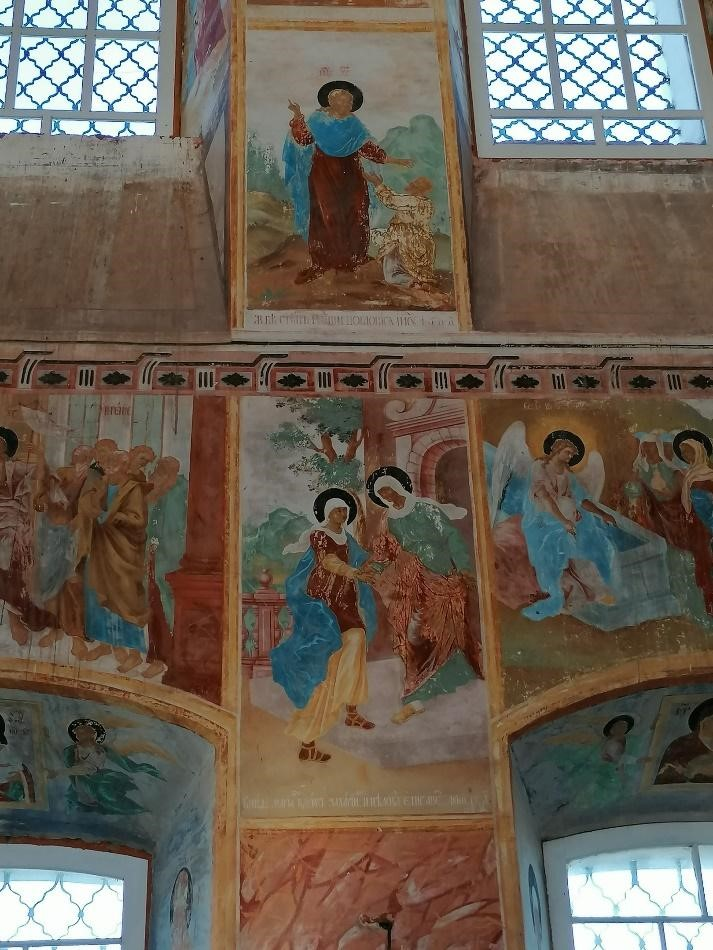
Встреча Марии и Елизаветы
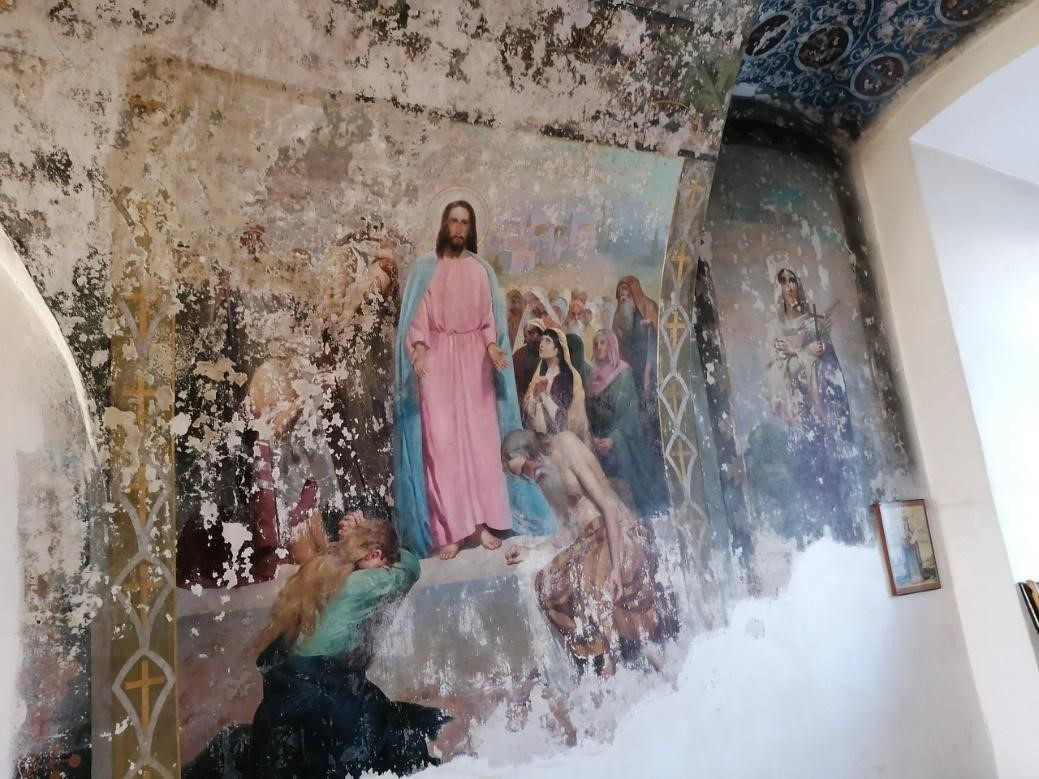
Отреставрированные фрески зимнего храма, «Нагорная проповедь Христа» и изображение Праскевы Пятницы

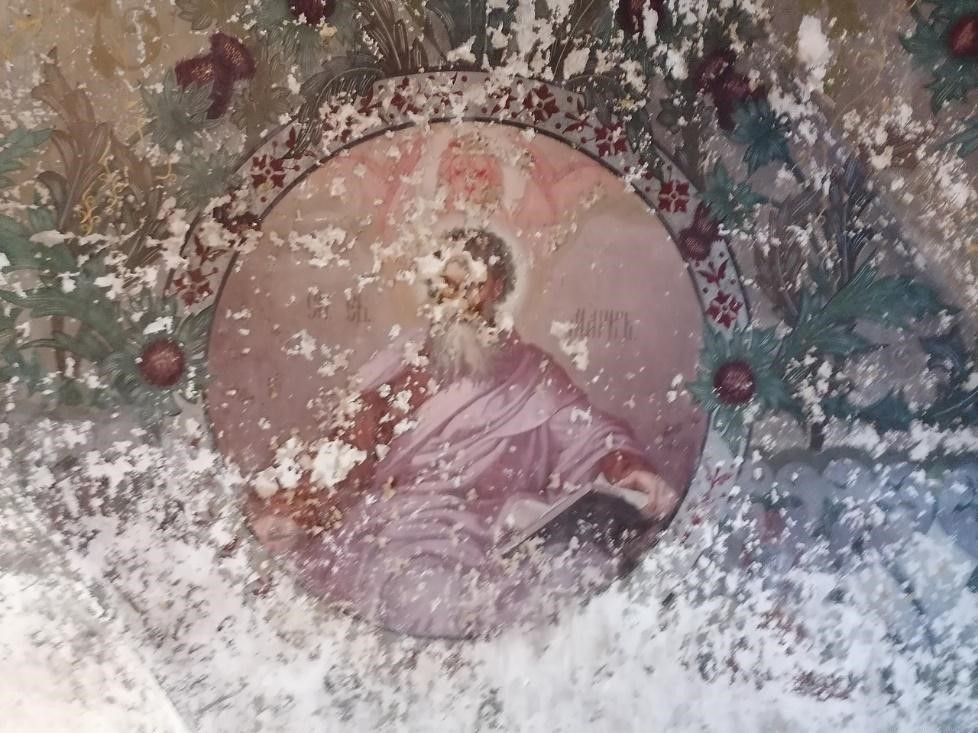
Сохранившиеся фрагменты росписей зимнего храма
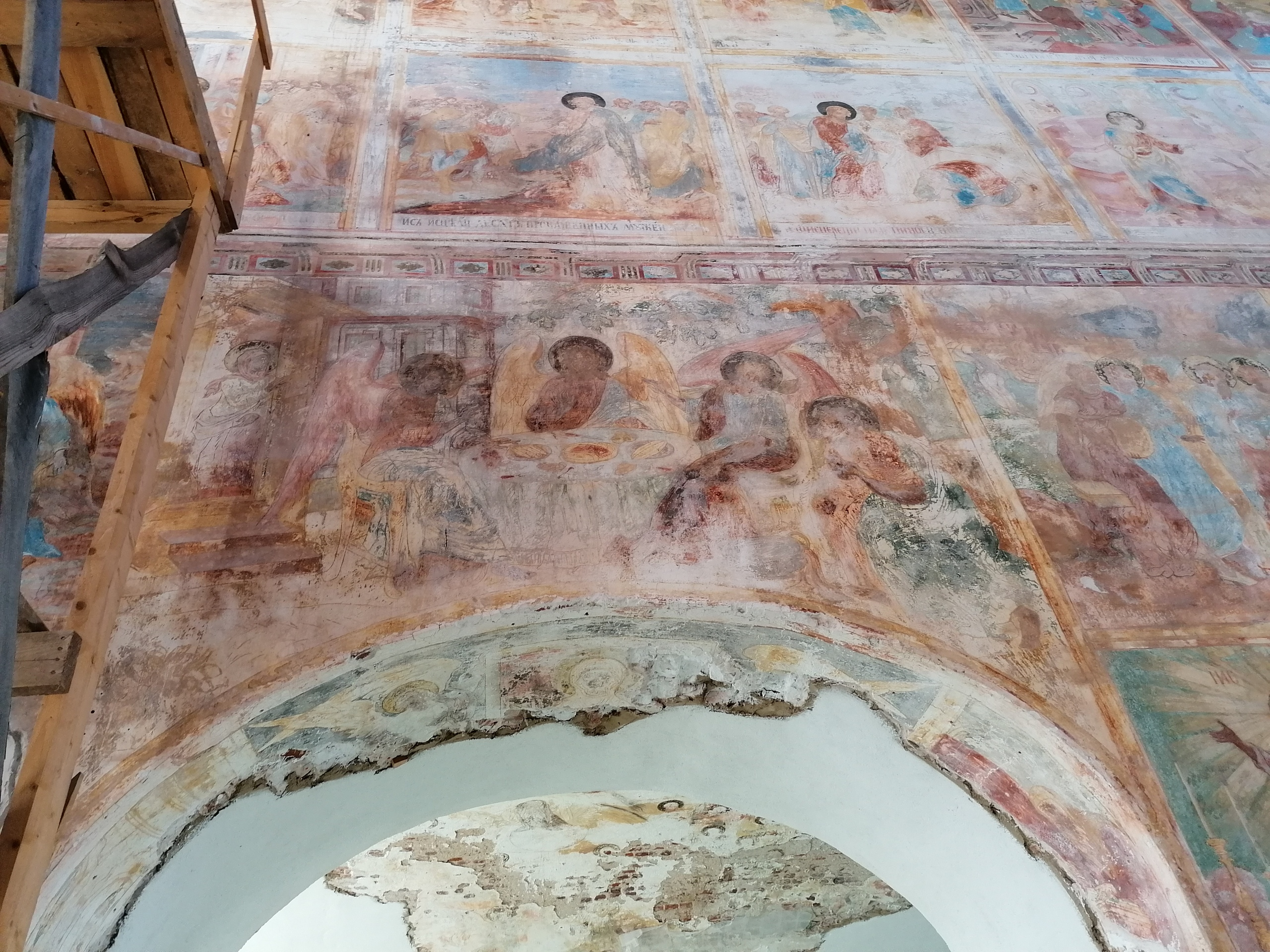
Изображение Троицы в летнем храме
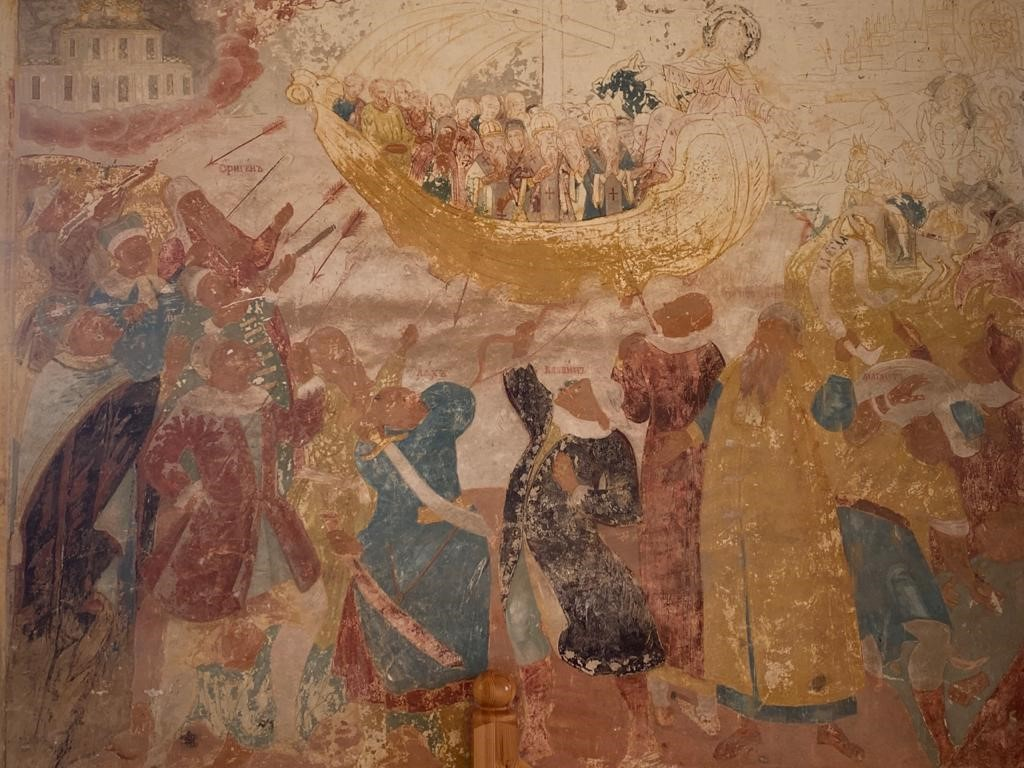
Изгнание еретиков
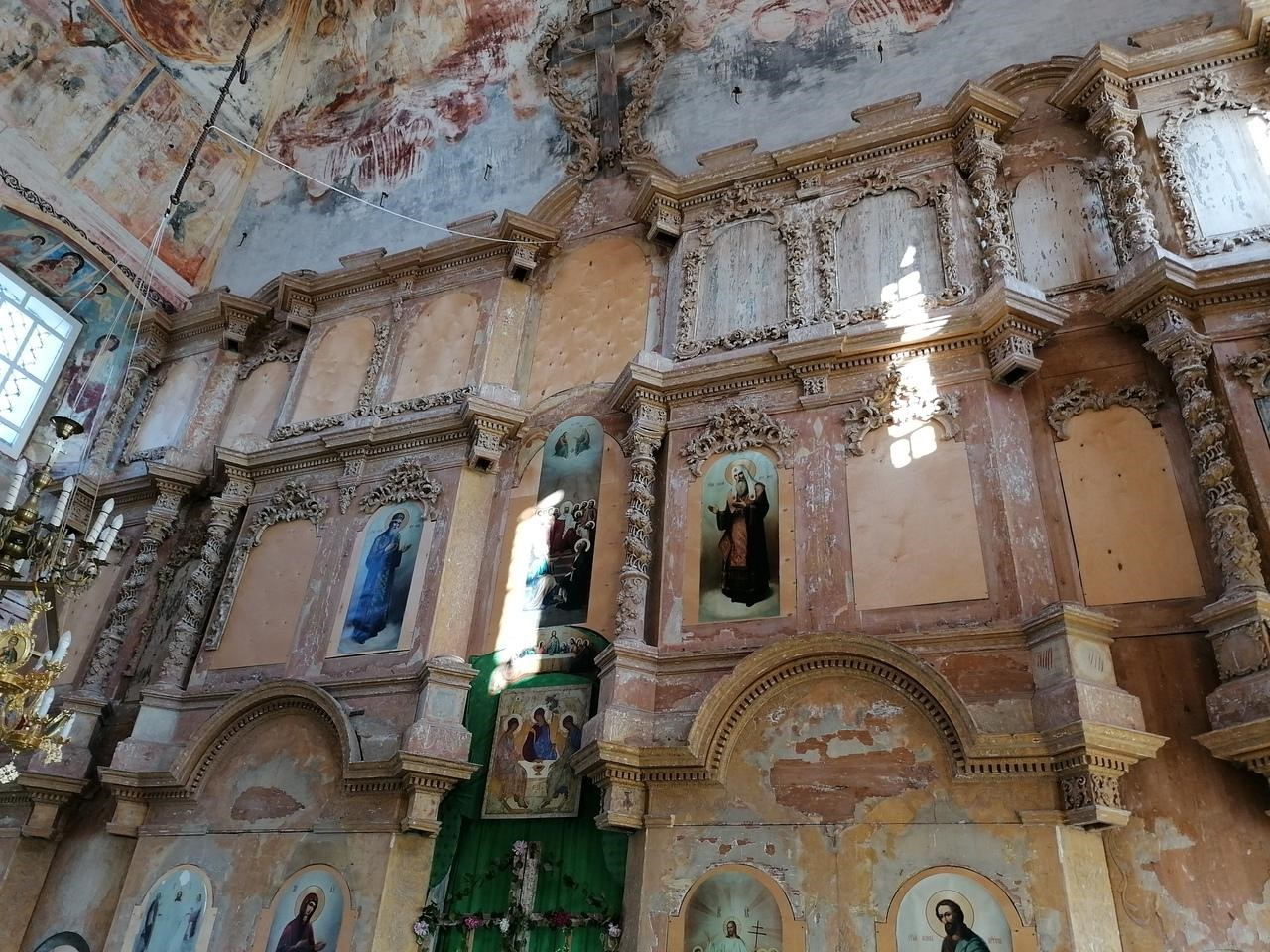
Иконостас летнего храма на осень 2020 г.